# União Nacional Democrática de Resistência Timorense

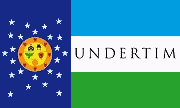

União Nacional Democrática de Resistência Timorense (UNDERTIM) är ett politiskt parti i Östtimor.
I parlamentsvalet, den 30 juni 2007, fick UNDERTIM 3,19 % av rösterna och 2 mandat. 